# Renvogels en vorkstaartplevieren
Renvogels en vorkstaartplevieren (Glareolidae) zijn een familie van vogels uit de orde steltloperachtigen (Charadriiformes). De familie telt 17 soorten.

## Habitat
De bekendste soort is de (gewone) vorkstaartplevier (Glareola pratincola). Renvogels leven vooral in droge habitats, dit in afwijking tot andere steltlopers. Er zijn negen soorten renvogels. De rosse renvogel is zandkleurig met roestige toon, dus goed gecamoufleerd in zijn woestijnachtige leefomgeving. Renvogels kunnen snel sprinten, maar bij onraad blijven ze kaarsrecht stilstaan, meestal met de rug naar de belager; ze zijn dan haast onzichtbaar. Zo nodig kunnen ze ook snel en ver vliegen. Ze eten insecten, die ze met rukkerige bewegingen van de grond oppikken.

## Taxonomie
- Geslacht Cursorius (5 soorten renvogels)
- Geslacht Glareola (7 soorten vorkstaartplevieren)
- Geslacht Rhinoptilus (4 soorten renvogels)
- Geslacht Stiltia (1 soort: steltvorkstaartplevier)

Vechtkwartels · Jacana's · Goudsnippen · Krabplevieren · Scholeksters · Ibissnavels · Steltkluten en kluten · Grielen · Renvogels en vorkstaartplevieren · Kieviten en plevieren · Magelhaenplevieren · Strandlopers en snippen · Kwartelsnippen · Trapvechtkwartels · Goudsnippen · IJshoenders · Jagers ·Pluvianidae (krokodilwachter) · Meeuwen, schaarbekken en sterns · Alken